# Перегріта рідина
Перегрі́та рідина́ (англ. superheated liquid) — рідина, що нагріта до температури, вищої за температуру кипіння. Перегріта рідина є прикладом метастабільного стану, який за певних умов у низці енергетичних і технологічних режимів спричиняє такі специфічні динамічні явища, як вибухоподібне закипання за рахунок накопиченого тепла, нестійкість поверхні розділення рідина-пара, формування фронту фазового переходу.

## Загальні поняття
Величина перегріву залежить від низки фізико-хімічних властивостей як самої рідини, так і граничних твердих поверхонь. Ретельно очищені рідини позбавлені розчинених газів (повітря), можна при дотриманні особливих запобіжних засобів перегріти на десятки градусів без закипання. Коли така перегріта рідина врешті-решт закипає, то процес кипіння протікає вельми бурхливо, нагадуючи вибух. Закипання перегрітої рідини супроводжується розбризкуванням рідини, гідравлічними ударами й інколи навіть руйнуванням посудини. Теплота перегріву витрачається на паротворення, тому рідина швидко охолоджується до температури насиченої пари, з якою вона перебуває у рівновазі. Можливість значного перегрівання чистої рідини без кипіння пояснюється утрудненістю виникнення початкових маленьких бульбашок (зародків), їх утворенню перешкоджає значне взаємне притягання молекул рідини. По іншому відбувається, коли рідина містить розчинені гази й різні найдрібніші завішені тверді часточки. В цьому випадку вже незначне перегрівання (на десяті долі градуса) викликає стійке і спокійне кипіння, оскільки початковими зародками парової фази служать газові бульбашки та тверді частки. Основні центри пароутворення мають місце в точках поверхні, до якої підводиться тепло і є найдрібніші пори з адсорбованим газом, а також різні неоднорідності, включення і нальоти, які знижують молекулярне зчеплення рідини з поверхнею.

## Умови існування перегрітої рідини
Існування перегрітих (метастабільних) станів пов'язане із утрудненістю початкової стадії фазового переходу першого роду. Преривчастий характер переходу ({\displaystyle dS\neq 0}, {\displaystyle dv\neq 0}; тут {\displaystyle S} — питома ентропія, {\displaystyle v} — питомий об'єм) виключає можливість перетворення одночасно у всій масі речовини у стані, близькому до фазової рівноваги. Фазовий перехід починається в окремих «точках» однорідної системи, ці точки повинні задовольняти умову {\displaystyle R>R_{r}} ({\displaystyle R} — радіус зародка, {\displaystyle R_{r}} — радіус критичного зародка) — тоді ріст нової фази супроводжується зменшенням термодинамічного потенціалу.
Характеристикою потенціального бар'єру, який слід подолати зародку для досягнення критичного розміру, є робота з утворення критичного зародка:
{\displaystyle W={\frac {1}{2}}V(p_{s}-p)\left(1-{\frac {v_{1}}{v_{2}}}\right),}
{\displaystyle V={\frac {4}{3}}\pi R_{k}^{3},}
де
- {\displaystyle V} — об'єм критичної бульбашки;
- {\displaystyle R_{k}} — радіус критичної бульбашки;
- {\displaystyle p_{s}} — тиск пари на лінії насичення (при даній {\displaystyle T});
- {\displaystyle p} — тиск у рідині;
- {\displaystyle v_{1}} — питомий об'єм рідини;
- {\displaystyle v_{2}} — питомий об'єм пари.

{\displaystyle W} також можна записати через рівноважні властивості:
{\displaystyle W={\frac {16\pi D^{3}}{3(p_{s}-p)^{2}\left(1-{\dfrac {v_{1}}{v_{2}}}\right)^{2}}},}
де {\displaystyle D} — коефіцієнт поверхневого натягу.

## Приклади
Якщо з рідини видалити розчинене повітря (багатократним кип'ятінням) і можливі центри пароутворення (пилинки, іони тощо), то можна нагріти рідину до температури, дещо вищої від температури кипіння. Такий стан називається перегрітою рідиною. Стан перегрітої рідини також можна одержати і при зниженні зовнішнього тиску до рівня нижчого за тиск насиченої пари рідини за даної температури.
Аргон за атмосферного тиску:
- tнасичення = −186 °C
- tдосяжного перегрівання = −142 °C.

Звідси видно, що досяжне перегрівання становить 44 градуси.
Вода дозволяє стійке перегрівання до 200 °C. Нагріта до 300 °C вода може існувати у рідкому стані за атмосферного тиску протягом часу порядку декількох мікросекунд.